# André Parmentier
André Joseph Parmentier (Sauvatèrra de Guiana, Gironda, 29 de maig de 1876 – 1937) va ser un tirador francès que va competir a començament del segle xx.
El 1908 va prendre part en els Jocs Olímpics de Londres, on va guanyar una medalla de bronze en la prova de rifle lliure, 300 metres per equips, mentre la de rifle militar per equips fou quart.
El 1920 disputà els seus segons i darrers Jocs Olímpics. En ells va guanyar la medalla de plata en la prova de rifle militar, 300 metres per equips, bocaterrosa. En aquests mateixos Jocs va disputar set proves més del programa de tir, destacant una quarta posició en rifle militar, 300 i 600 me. per equips, bocaterrosa i una cinquena en rifle militar, 600 m. per equips, bocaterrosa, rifle militar, 300 m. per equips, dret i carrabina, 50 m. per equips.